# 콜레스테롤

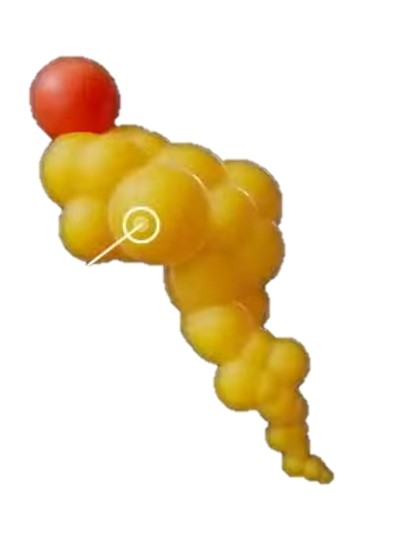
콜레스테롤을 시각화한 모습

콜레스테롤(영어: cholesterol)은 스테롤(스테로이드와 알코올의 조합)의 하나로서 모든 동물 세포의 세포막에서 발견되는 지질이며 혈액을 통해 운반된다. 식물 세포의 세포막에서도 보다 적은 양이지만 발견된다.
1784년에 최초로 담석에서 발견되었으며 콜레스테롤이라는 이름은 각각 담즙과 고체를 의미하는 그리스어 chole- 와 stereos, 그리고 알코올을 의미하는 -ol 이 합쳐져 만들어졌다.
콜레스테롤은 음식을 통해서도 흡수되지만 우리 몸에서 합성하기도 한다. 콜레스테롤은 간, 척수, 뇌와 같이 세포막이 많은 기관에서 높은 농도로 발견되며 혈전의 주요 구성 성분이기도 하다. 콜레스테롤은 많은 생리적 및 생화학적 반응에 중요한 역할을 하지만 심혈관 질환에 밀접한 관련이 있다.
나쁜 콜레스테롤과 좋은 콜레스테롤은 부정확한 용어이긴 하지만 많이 사용되는 용어로서 각각 저밀도지질단백질 (LDL)과 고밀도지질단백질 (HDL)을 가리킨다. 콜레스테롤이 서로 다른 형태를 가지는 것이 아니고 지단백이 형성될 때 단백질 비율이 낮으면 LDL이 되고 높으면 HDL이 된다 (지질은 단백질에 비해 비중이 낮다).
콜레스테롤 기준치는 정상 성인의 경우 200 mg/dL이며, 240 mg/dL 이상이면 위험하다.
또한, HDL의 정상 기준치는 60 mg/dl이상 이고 LDL의 정상 기준치는 130 mg/dl이하가 적당하다.

## 생리학
콜레스테롤은 동물의 생존에 필수적이다. 각 세포는 간단한 분자로부터 콜레스테롤을 합성한다. 콜레스테롤 합성 반응은 37단계에 이르는 복잡한 과정을 통해 이루어지며, 첫 효소는 HMG-CoA 환원효소라는 세포내 단백질이다. 콜레스테롤을 포함하는 지방이 혈류에서 지질단백질 내에서 수송되는 방법에 따라 죽상동맥경화증의 진행 경과와 밀접한 관련이 있다.
약 68kg인 남성의 경우, 하루에 콜레스테롤 약 1,000 mg (1 g)을 합성한다. 전신에 약 35 g이 존재하며, 일차적으로는 체내의 모든 세포막에 분포한다.
섭취된 콜레스테롤은 대부분 에스터화 되는데, 이러한 콜레스테롤은 흡수율이 낮다. 신체는 추가적인 콜레스테롤이 흡수되면 콜레스테롤 합성을 줄인다. 이러한 이유로 콜레스테롤을 섭취하고 7시간 내에는 전신에 분포하는 콜레스테롤이나 혈중 콜레스테롤 농도가 높아지지만, 7-10시간이 지나면 평상시와 비교했을 때 차이가 거의 없다.
콜레스테롤은 재활용된다. 간은 에스터화 되지 않은 형태의 콜레스테롤을 담즙을 통하여 소화관(intestinal tract)으로 배출한다. 이렇게 분비된 콜레스테롤의 절반 정도는 소장에서 재흡수되어 혈류로 돌아온다.
식물은 극소량의 콜레스테롤을 생산한다. 식물은 콜레스테롤과 화학적으로 유사한 파이토스테롤을 생산한다. 파이토스테롤은 소화관에서 재흡수되는 콜레스테롤과 경쟁하기 때문에 콜레스테롤 재흡수를 낮춰 줄 수 있다. 소화관 상피가 콜레스테롤 대신 파이토스테롤을 흡수하면, 대개는 다시 위장관으로 배출한다.

### 기능
콜레스테롤은 세포막을 만들고 유지하는데 필수적이다. 콜레스테롤은 생리적 온도 범위 내에서 세포막의 유동성을 조절한다. 콜레스테롤의 수산화기는 막 인지질 및 스핑고지질의 극성 머리 부분과 상호작용하고, 부피가 큰 스테로이드와 탄화 수소 사슬은 다른 지질의 비극성 지방산 사슬과 함께 막 안에 파묻혀 있다. 인지질 지방산 사슬과의 상호작용을 통하여 콜레스테롤은 막을 밀집시키고 유동성은 낮춘다. 콜레스테롤의 4개 고리 구조는 트랜스 형태로, 곁사슬을 제외하고는 뻣뻣하고 평면 형태를 이루기 때문에 막의 유동성을 낮출 수 있다. 이러한 구조적 영향으로 콜레스테롤은 중성 용질, 수소 이온, 나트륨 이온의 막 투과성을 감소시킨다.
세포막 내에서 콜레스테롤은 세포내 수송, 세포 신호전달, 신경 전도에도 관여한다. 콜레스테롤은 캐비올리와 클라트린 피막 홈의 구조뿐만 아니라 캐비올리나 클라트린 의존성 세포내이입을 포함하는 함입 기능에 필수적인 요소이다. 콜레스테롤이 세포 내 이입에서 하는 역할은 메틸 β-사이클로덱스트린(MβCD)이 원형질 막에서 콜레스테롤을 제거하는 특성을 이용하여 연구한다. 최근에는 원형질 막의 지질 뗏목 형성을 돕는 세포 신호 전달과 관련된 역할이 밝혀졌다. 지질 뗏목은 수용체 단백질을 가까운 거리에 모으고 2차 신호전달 분자를 밀집시킨다. 뉴런의 미엘린 수초는 슈반 세포의 빽빽한 층에서 유래하여 콜레스테롤이 풍부하며, 자극이 효율적으로 전도될 수 있도록 절연 기능을 한다.
세포 내에서 콜레스테롤은 몇몇 생화학 경로의 전구체 분자이다. 간에서 콜레스테롤은 담즙으로 전환되어 담낭에 저장된다. 담즙에는 담염이 들어있어 소화관에서 지방의 용해성을 높이고 지방뿐만 아니라 지용성 비타민 A, D, E, K의 흡수를 돕는다. 콜레스테롤은 비타민 D, 부신 호르몬인 코르티솔과 알도스테론을 포함하는 스테로이드 호르몬, 성 호르몬인 프로게스테론, 에스트로겐, 테스토스테론 및 그 유래물을 합성하는 주요 전구체 분자이다.
콜레스테롤이 항산화제 역할을 한다는 연구 결과도 있다.

### 식이를 통한 공급원
동물성 지방은 트라이글리세라이드와 그보다는 적은 인지질 그리고 콜레스테롤의 복잡한 혼합물이다. 따라서 동물성 지방이 든 음식에는 콜레스테롤이 들어있기 마련이다. 주요 식이원은 치즈, 노른자, 쇠고기, 돼지고기, 가금류, 물고기, 새우이다. 사람의 모유에도 상당한 양의 콜레스테롤이 들어 있다.
식물에서 섭취할 수 있는 콜레스테롤은 그리 많지 않다. 아마 씨앗이나 땅콩에는 콜레스테롤과 유사한 화합물인 파이토스테롤이 포함되어 있다. 파이토스테롤은 장에서 흡수되는 콜레스테롤과 경쟁한다. 파이토스테롤은 관련 기능성 식품이나 LDL 콜레스테롤을 낮추는 것으로 밝혀진 의약식품(nutraceutical)을 통해 보충할 수 있다. 현재 EFSA 나 FDA 권고에 따르면 하루에 파이토스테롤 1.6-3.0 g이 권장 보충량이며, 메타분석에 따르면 하루 평균 2.15 g을 섭취했을 때 LDL 콜레스테롤을 8.8% 낮추는 것으로 밝혀졌다. 그러나 파이토스테롤을 식이로 보충하는 것은 의문의 여지가 있다는 결과도 있다.
지방 섭취는 혈중 콜레스테롤 농도에도 영향을 미친다. 동일 칼로리로 탄수화물 대신 불포화 지방을 섭취한 경우 혈청 LDL과 총콜레스테롤 농도는 낮아지고 HDL 농도는 높아졌다. 역시 동일 칼로리로 탄수화물 대신 포화 지방을 섭취한 경우에는 HDL, LDL, 총콜레스테롤 농도가 모두 높아졌다. 트랜스 지방은 LDL 농도를 높이는 반면 HDL 농도는 낮춘다. 이러한 사실과 HDL 저농도와 LDL 고농도가 심혈관 질환에 미치는 영향을 종합하여 대부분의 건강 및 보건 당국은 LDL 콜레스테롤을 낮추는 식사를 하고 삶의 방식을 바꿀 것을 권장하고 있다. 예를 들어 미국 농무부는 식이를 통하여 콜레스테롤 수치를 낮추고자 한다면 일일 에너지 요구량의 7% 이하를 포화지방에서 섭취하고, 콜레스테롤 섭취량은 하루 200 mg 미만으로 제한할 것을 권고한다. 한국영양학회는 성인 영양섭취기준을 하루 300 mg 미만으로 정하였다. 한편 식이 콜레스테롤 양을 낮추면 혈중 콜레스테롤 농도를 일정하게 유지하기 위하여 장기들이 반작용을 할 것이라는 견해도 있다. 포화 지방과 콜레스테롤 섭취를 늘려도 전체 혈청 콜레스테롤은 감소한다는 연구도 있다.

### 생합성
세포 유형과 장기의 기능에 따라 양은 다르지만, 모든 동물 세포는 필요에 따라 콜레스테롤을 합성한다. 하루에 합성되는 콜레스테롤 중 20-25%는 간에서 합성된다. 장, 부신, 생식 기관도 다량의 콜레스테롤을 합성하는 곳이다. 몸에서 일어나는 콜레스테롤 생합성은 아세틸-CoA과 아세토아세틸-CoA 분자 각각 한 개에서 시작된다. 두 분자는 축합되어 3-하이드록시-3-메틸글루타릴-CoA (HMG-CoA)가 된다. 이어서 HMG-CoA 환원효소가 HMG-CoA를 환원시켜 메발론산이 된다. 이 단계는 속도 조절 단계이자 비가역적 단계로 스타틴(statin) 계열 약물의 표적이다.
메발론산은 ATP를 이용하는 세 단계를 거쳐 3-인산-5-파이로인산메발론산이 되고, 이어 탈카복실화되어 활성형 아이소프렌인 이소펜테닐 파이로인산이 된다. 이 분자 세 개가 머리-꼬리(head-to-tail) 축합을 통해 파네실 파이로인산이 되고, 파네실 파이로인산 두 분자는 머리-머리 축합을 통해 스쿠알렌이 된다. 스쿠알렌이 라노스테롤로, 라노스테롤이 19단계의 반응을 거쳐 최종적으로 콜레스테롤이 된다.
콘라트 블로흐와 페오도어 리넨은 콜레스테롤과 지방산 대사를 대사에 대한 연구로 1964년 노벨 생리학·의학상을 수상하였다.

### 혈장 수송 및 흡수 조절
콜레스테롤은 물에 약간만 녹는다. 즉 혈류에 녹는 콜레스테롤의 양은 극도로 적다. 대신에 콜레스테롤은 지질단백질 내에서 운반된다. 지질단백질은 공 모양의 입자로, 바깥쪽이 양친매성 단백질과 지질에 둘러싸여 있다. 양친매성 분자는 수용성 부분이 바깥쪽을, 지용성 부분이 안쪽을 향하게 정렬되어 있다. 트라글리세라이드와 콜레스테롤 에스터는 양친매성 분자로 둘러싸인 내부에서 운반되고, 양극성인 인지질과 콜레스테롤은 지질단백질 입자의 단일층 표면에 박힌 형태로 운반된다.
혈액에 있는 지질단백질은 몇 가지 종류로 나뉜다. 밀도가 점점 증가하는 순으로 나열하자면, 암죽미립, 초저밀도 지질단백질(VLDL), 저밀도 지질단백질(LDL), 중간밀도 지질단백질(IDL), 고밀도 지질단백질(HDL) 순이다. 단백질/지질 비율이 낮으면 지질단백질의 밀도는 낮아진다. 서로 다른 지질단백질에 포함되어 있는 콜레스테롤은 대체로 똑같지만, 종종 자유 알코올 형태나 콜레스테롤 에스터 형태인 것도 있다.
지질단백질에는 아포지질단백질이 포함된다. 아포지질단백질은 세포막의 특정한 수용체에 결합하여 지질을 특정한 조직으로 이동시킨다. 지질단백질 입자는 이러한 분자 주소를 가지고 있어서 콜레스테롤 수송의 시작점과 끝점을 결정한다.
암죽미립(chylomicron)은 콜레스테롤 수송 분자 중에서 가장 밀도가 낮은 것으로, 껍질에 아포지질단백질 B-48, C, E가 있다. 암죽미립은 장에서 근육 혹은 에너지나 지방 생산이 필요한 다른 조직으로 지방을 운반하여 지방산이 연료로 소비되거나 저장되도록 한다. 쓰이지 않은 콜레스테롤은 콜레스테롤이 풍부한 암죽미립 잔여물에 남아 간으로 이동한다.
초저밀도 지질단백질(VLDL)은 간에서 트리아실글리세롤과 담즙산 합성에 이용되지 않은 콜레스테롤이 모여 생산된다. VLDL의 껍질에는 아포지질단백질B100과 E가 있다.
혈관은 중간밀도 지질단백질(IDL) 분자에서 트리아실글리세롤을 잘라내 흡수하여 콜레스테롤 농도를 높인다. IDL 분자는 이후 두 가지 방법으로 소비된다. 하나는 간의 라이페이스에 의해 대사되어 단세포 표면의 LDL 수용체에 결합하여 흡수되는 것이고, 다른 하나는 혈류에서 계속해서 트리아실글리세롤을 잃고 LDL 분자가 되는 것이다.
저밀도 지질단백질(LDL)은 주요 혈중 콜레스테롤 운반체이다. 각 LDL 분자에는 1,500여 개의 콜레스테롤 에스터가 들어있다. LDL 분자의 껍질에는 단 한 개의 아포지질단백질 B100이 있어 말초 조직에서 LDL 수용체가 인식할 수 있다. LDL 수용체와 아포지질단백질 B100이 결합하면 LDL 수용체는 클라트린 피막 홈(clathrin-coated pit)으로 모여든다. LDL과 그 수용체는 세포내이입을 통해 세포 내에서 소포를 형성한다. 이 소포는 리소좀과 합쳐지고, 소포 내의 콜레스테롤 에스터는 리소좀에 있는 라이페이스에 의해 가수분해된다. 콜레스테롤은 막 생합성에 이용되거나 다시 에스터화되어 세포 내에 저장된다.
LDL 수용체는 콜레스테롤 흡수 과정에서 모두 쓰이고, 수용체의 합성은 SREBP에 의해 조절된다. SREBP는 또한 세포 내에 콜레스테롤이 존재하는지에 따라 콜레스테롤의 신생(de novo) 합성을 조절하는 단백질이기도 하다. 세포 내에 콜레스테롤이 많으면 LDL 수용체의 합성은 중단되어 LDL 분자로부터 새로운 콜레스테롤이 유입되지 않도록 한다. 반대로 세포에 콜레스테롤이 부족하면 LDL 수용체 합성이 진행된다.
이 과정이 정확히 조절되지 않으면, 수용체에 결합하지 못한 LDL 분자가 혈류에 나타난다. 이들은 산화하여 대식세포에 포식되고, 끝내는 거품 세포를 형성한다. 거품 세포는 종종 혈관벽에 잡혀 죽상동맥경화반(atherosclerotic plaque)이 생기는 원인이 된다.
고밀도 지질단백질(HDL)은 역방향 콜레스테롤 수송(RCT)을 통해 콜레스테롤을 다시 간으로 운반한다. HDL이 많으면 건강에 유리하고, 적으면 동맥의 죽종과 관련이 있다.

### 대사, 재활용 및 배설
콜레스테롤은 산화되기 쉽고 옥시스테롤이라는 산화 유도체를 생성하기 쉽다. 자가산화, 지질 과산화, 콜레스테롤을 대사하는 효소에 의한 대사를 통해 산화될 수 있다. 옥시스테롤이 콜레스테롤 생합성을 저해하는 능력이 있다는 주장에 따라 옥시스테롤에 대한 관심이 높아졌다. 이를 옥시스테롤 가설이라 한다. 사람의 생리학에 관련된 옥시스테롤의 역할은 다음과 같다.
- 담즙산 생합성
- 콜레스테롤 운송 수단
- 유전자 전사 조절

콜레스테롤은 간에서 글라이신, 타우린, 글루쿠론산, 황산염과 연결되어 담즙산으로 산화된다. 담즙산은 콜레스테롤과 함께 간에서 배출되어 담낭으로 이동한다. 약 95%의 담즙산은 장에서 재흡수되고, 나머지는 대변으로 손실된다. 담즙산의 배출과 재흡수는 기초적인 장간 순환(enterohepatic circulation)으로 지방의 소화와 흡수를 위해 필수적이다. 담낭에서와 같이 농축된 경우에 콜레스테롤은 결정화하여 담석의 주요 성분이 된다. 매일 최대 1 g의 콜레스테롤 에스터가 대장에 유입된다. 이 콜레스테롤은 식이로 공급된 것이거나, 담즙 혹은 장 상피세포에서 유래하였거나, 대장의 세균이 대사한 것일 수 있다. 콜레스테롤은 대개 코프로스타놀로 전환되며 흡수되지 않는 스테롤로 대변을 통해 배출된다.
콜레스테롤은 대체로 포유류와 관련된 스테로이드이지만, 인간을 감염시키는 병원체인 결핵균(Mycobacterium tuberculosis)은 콜레스테롤을 완전히 분해할 수 있으며, 콜레스테롤의 유무에 따라 조절되는 유전자를 다량 가지고 있다. 콜레스테롤에 의해 조절되는 유전자 중 다수는 지방산 베타 산화에 관여하는 유전자와 상동이지만, 콜레스테롤과 같은 큰 스테로이드 기질에 결합하기 위해서 진화하였다.

### 올바른 검사법
콜레스테롤 검사를 받을 때에 8시간 동안 공복 상태를 유지한 다음 검사를 받았었지만, 2012년 캘거리 대학 크리스토퍼 교수팀은 20만명을 넘는 대상을 연구한 결과, 콜레스테롤 검사에 공복은 큰 영향을 주지 않는다고 밝혔다. 게다가 유럽동맥경화학회(EAS)와 유럽임상화학임상검사연맹(EFLM)은  "덴마크, 캐나다, 미국 등에서 30만명 이상을 상대로 조사한 결과, 공복과 비공복 상태에서 잰 콜레스테롤 수치를 비교하였더니 별 차이가 없었던 걸로 나왔다"고 하며, 콜레스테롤 수치를 위한 혈액 검사는 공복이 아닌 비공복일 때 하도록 권고한다는 성명을 유럽심장저널에 발표했다.
세브란스병원 내분비내과 차봉수 교수는 "콜레스테롤은 본래 몸속에 존재하는 세포 구성성분으로, 음식을 먹고 안 먹고에 좌우되지 않는다"고 말했으며, 특히 당뇨병 환자의 경우는 검사를 위해 공복을 장시간 하면 저혈당증을 일으킬 위험이 높아 비공복 상태에서 검사를 받는 것이 훨씬 안전하다는 의견이다.
강남세브란스병원 내분비내과 안철우 교수는 "사실 콜레스테롤은 식후 상태가 더 민감하다"고 하며 "오히려 공복이 아닌, 밥을 먹은 후 콜레스테롤 수치를 검사하는 것이 정확한 진단을 할 수 있다"고 말하였다. 즉, 검사를 위해 8시간을 공복 상태로 있는 자체가 정확도와 예민도를 낮추는 원인이 된다는 것이다.

## 같이 보기
- 총콜레스테롤(total cholesterol, TC)
- 성인병
- 대사 증후군(메터볼릭 신드롬)
- 저밀도 지질단백질(LDL)
- 고밀도 지질단백질(en:High-density lipoprotein, HDL)
- 지질단백질
- 킬로미크론
- 초저밀도 지질단백질(en:Very-low-density lipoprotein, VLDL)
- 중간밀도 지질단백질(en:Intermediate-density lipoprotein, IDL)
- 디톡스(Detox)
- 지방간
- 중성지방
- 트라이글리세라이드
- 스티그마스테롤
- 에르고스테롤

### 참고 자료
1. 1 2  “Cholesterol, 57-88-5”. PubChem, National Library of Medicine, US National Institutes of Health. 2019년 11월 9일. 2019년 11월 14일에 확인함.
2. 1 2  “Safety (MSDS) data for cholesterol”. 2007년 7월 12일에 원본 문서에서 보존된 문서. 2007년 10월 20일에 확인함.
3. ↑  
Lecerf JM, de Lorgeril M (2011). “Dietary cholesterol: from physiology to cardiovascular risk”. 《Br J Nutr》 (영어) 106 (1): 6–14. doi:10.1017/S0007114511000237. PMID 21385506.
4. ↑  Dubois C, Armand M, Mekki N;  외. (1994년 11월). “Effects of increasing amounts of dietary cholesterol on postprandial lipemia and lipoproteins in human subjects”. 《J. Lipid Res.》 35 (11): 1993–2007. PMID 7868978.[깨진 링크(과거 내용 찾기)]
5. ↑  Behrman EJ, Gopalan V (2005).  William M. Scovell, 편집. “Cholesterol and Plants” (PDF). 《Journal of Chemical Education》 (영어) 82 (12): 1791. doi:10.1021/ed082p1791. 2012년 10월 21일에 원본 문서 (PDF)에서 보존된 문서. 2014년 9월 18일에 확인함.
6. ↑  John S, Sorokin AV, Thompson PD (2007년 2월). “Phytosterols and vascular disease”. 《Curr. Opin. Lipidol.》 (영어) 18 (1): 35–40. doi:10.1097/MOL.0b013e328011e9e3. PMID 17218830.
7. ↑  Sadava D, Hillis DM, Heller HC, Berenbaum MR (2011). 《Life: The Science of Biology 9th Edition》 (영어). San Francisco: Freeman. 105–114쪽. ISBN 1-4292-4646-4.
8. ↑  Ohvo-Rekilä H, Ramstedt B, Leppimäki P, Slotte JP (2002년 1월). “Cholesterol interactions with phospholipids in membranes”. 《Prog. Lipid Res.》 (영어) 41 (1): 66–97. doi:10.1016/S0163-7827(01)00020-0. PMID 11694269.
9. ↑  Yeagle PL (1991년 10월). “Modulation of membrane function by cholesterol”. 《Biochimie》 (영어) 73 (10): 1303–10. doi:10.1016/0300-9084(91)90093-G. PMID 1664240.
10. ↑  Haines TH (2001년 7월). “Do sterols reduce proton and sodium leaks through lipid bilayers?”. 《Prog. Lipid Res.》 (영어) 40 (4): 299–324. doi:10.1016/S0163-7827(01)00009-1. PMID 11412894.
11. ↑  Incardona JP, Eaton S (2000년 4월). “Cholesterol in signal transduction”. 《Curr. Opin. Cell Biol.》 (영어) 12 (2): 193–203. doi:10.1016/S0955-0674(99)00076-9. PMID 10712926.
12. ↑  Pawlina W, Ross MW (2006). 《Histology: a text and atlas: with correlated cell and molecular biology》 (영어). Philadelphia: Lippincott Wiliams & Wilkins. 230쪽. ISBN 0-7817-5056-3.
13. ↑  Hanukoglu I (1992년 12월). “Steroidogenic enzymes: structure, function, and role in regulation of steroid hormone biosynthesis”. 《J. Steroid Biochem. Mol. Biol.》 (영어) 43 (8): 779–804. doi:10.1016/0960-0760(92)90307-5. PMID 22217824.
14. ↑  Smith LL (1991). “Another cholesterol hypothesis: cholesterol as antioxidant”. 《Free Radic. Biol. Med.》 (영어) 11 (1): 47–61. doi:10.1016/0891-5849(91)90187-8. PMID 1937129.
15. ↑  Christie, William (2003). 《Lipid analysis: isolation, separation, identification, and structural analysis of lipids》 (영어). Oily Press. ISBN 0-9531949-5-7.
16. 1 2  “USDA National Nutrient Database for Standard Reference, Release 21” (PDF) (영어). United States Department of Agriculture. 2008년 10월 1일에 원본 문서 (PDF)에서 보존된 문서. 2008년 10월 24일에 확인함.
17. ↑  Jensen RG, Hagerty MM, McMahon KE (1978년 6월 1일). “Lipids of human milk and infant formulas: a review” (PDF). 《Am J Clin Nutr》 (영어) 31 (6): 990–1016. PMID 352132.
18. ↑  Behrman EJ, Gopalan V (2005년 12월). “Cholesterol and Plants”. 《J. Chem. Educ.》 (영어) 82 (12): 1791. doi:10.1021/ed082p1791.
19. ↑  Ostlund RE, Racette SB, Stenson WF (2003). “Inhibition of cholesterol absorption by phytosterol-replete wheat germ compared with phytosterol-depleted wheat germ”. 《Am J Clin Nutr》 (영어) 77 (6): 1385–1589. PMID 12791614.
20. ↑  European Food Safety Authority, Journal (2010). “Scientific opinion on the substantiation of health claims related to plant sterols and plant stanols and maintenance of normal blood cholesterol concentrations” (영어). 2014년 9월 18일에 확인함.
21. ↑  Demonty I, Ras RT, van der Knaap HC, Duchateau GS, Meijer L, Zock PL, Geleijnse JM, Trautwein EA (2009년 2월). “Continuous dose-response relationship of the LDL-cholesterol-lowering effect of phytosterol intake”. 《J. Nutr.》 (영어) 139 (2): 271–84. doi:10.3945/jn.108.095125. PMID 19091798.
22. ↑  Weingärtner O, Ulrich C, Lütjohann D, Ismail K, Schirmer SH, Vanmierlo T, Böhm M, Laufs U (2011년 2월). “Differential effects on inhibition of cholesterol absorption by plant stanol and plant sterol esters in apoE-/- mice”. 《Cardiovasc Res》 (영어) 90 (3): 484–92. doi:10.1093/cvr/cvr020. PMC 3096304. PMID 21257611.
23. ↑  Weingärtner O, Böhm M, Laufs U (2009년 2월). “Controversial role of plant sterol esters in the management of hypercholesterolaemia”. 《Eur. Heart J.》 (영어) 30 (4): 404–9. doi:10.1093/eurheartj/ehn580. PMC 2642922. PMID 19158117.
24. ↑  Mensink RP, Katan MB (1992년 8월). “Effect of dietary fatty acids on serum lipids and lipoproteins. A meta-analysis of 27 trials”. 《Arterioscler. Thromb.》 (영어) 12 (8): 911–9. doi:10.1161/01.ATV.12.8.911. PMID 1386252.
25. ↑  Ascherio A, Willett WC (1997년 10월). “Health effects of trans fatty acids”. 《Am. J. Clin. Nutr.》 (영어) 66 (4 Suppl): 1006S–1010S. PMID 9322581.
26. ↑  “High cholesterol levels by NHS” (영어). National Health Service. 2017년 2월 26일에 원본 문서에서 보존된 문서. 2010년 9월 14일에 확인함.
27. 1 2  농촌진흥청 국립농업과학원 (2012년 11월 29일). 《콜레스테롤 성분표: 2012 기능성 성분표》 (PDF). 농촌진흥청. 8-12쪽. ISBN 978-89-480-1648-2.
28. ↑  보건복지부. 《성인을 위한 식생활 지침》 (PDF).
29. ↑  “Dietary Guidelines for Americans 2005” (PDF) (영어). United States Department of Agriculture. 2008년 7월 18일에 원본 문서 (PDF)에서 보존된 문서. 2010년 7월 28일에 확인함.
30. ↑  Le Fanu J (2000). 《The rise and fall of modern medicine》 (영어). New York, NY: Carroll & Graf. ISBN 0-7867-0732-1.
31. ↑  Castelli WP (1992년 7월). “Concerning the possibility of a nut..”. 《Arch. Intern. Med.》 (영어) 152 (7): 1371–2. doi:10.1001/archinte.1992.00400190013003. PMID 1303626.
32. ↑  DAVID L. NELSON (2010년 5월 30일). 〈21장 지질의 생합성〉.   백형환, 윤경식, 김호식 외 역. 《레닌저 생화학》 하 5판. 월드사이언스. 831–835쪽. ISBN 978-89-5881-152-7.
33. ↑  Berg J (2002). 《Biochemistry》 (영어). New York: WH Freeman. ISBN 0-7167-3051-0.
34. ↑  Rhodes CM Stryer L, Tasker R (1995). 《Biochemistry》 (영어) 4판. San Francisco: W.H. Freeman. 280, 703쪽. ISBN 0-7167-2009-4.
35. 1 2 3 4 5  DAVID L. NELSON (2010년 5월 30일). 〈21장 지질의 생합성〉.   백형환, 윤경식, 김호식 외 역. 《레닌저 생화학》 하 5판. 월드사이언스. 836–840쪽. ISBN 978-89-5881-152-7.
36. 1 2 3  DAVID L. NELSON (2010년 5월 30일). 〈21장 지질의 생합성〉.   백형환, 윤경식, 김호식 외 역. 《레닌저 생화학》 하 5판. 월드사이언스. 840–843쪽. ISBN 978-89-5881-152-7.
37. ↑  Lewis GF, Rader DJ (2005년 6월). “New insights into the regulation of HDL metabolism and reverse cholesterol transport”. 《Circ. Res.》 (영어) 96 (12): 1221–32. doi:10.1161/01.RES.0000170946.56981.5c. PMID 15976321.
38. ↑  Gordon DJ, Probstfield JL, Garrison RJ, Neaton JD, Castelli WP, Knoke JD, Jacobs DR, Bangdiwala S, Tyroler HA (1989년 1월). “High-density lipoprotein cholesterol and cardiovascular disease. Four prospective American studies”. 《Circulation》 (영어) 79 (1): 8–15. doi:10.1161/01.CIR.79.1.8. PMID 2642759.
39. ↑  Kandutsch AA, Chen HW, Heiniger HJ (1978년 8월). “Biological activity of some oxygenated sterols”. 《Science》 (영어) 201 (4355): 498–501. doi:10.1126/science.663671. PMID 663671.
40. ↑  Russell DW (2000년 12월). “Oxysterol biosynthetic enzymes”. 《Biochim. Biophys. Acta》 (영어) 1529 (1–3): 126–35. doi:10.1016/S1388-1981(00)00142-6. PMID 11111082.
41. ↑  Javitt NB (1994년 12월). “Bile acid synthesis from cholesterol: regulatory and auxiliary pathways”. 《FASEB J.》 (영어) 8 (15): 1308–11. PMID 8001744.
42. ↑  Wolkoff AW, Cohen DE (2003년 2월). “Bile acid regulation of hepatic physiology: I. Hepatocyte transport of bile acids”. 《Am. J. Physiol. Gastrointest. Liver Physiol.》 (영어) 284 (2): G175–9. PMID 12529265.
43. ↑  Marschall HU, Einarsson C (2007년 6월). “Gallstone disease”. 《J. Intern. Med.》 (영어) 261 (6): 529–42. doi:10.1111/j.1365-2796.2007.01783.x. PMID 17547709.
44. ↑  Wipperman MF, Sampson NS, Thomas ST (2014). “Pathogen roid rage: Cholesterol utilization by Mycobacterium tuberculosis”. 《Crit. Rev. Biochem. Mol. Biol.》 (영어) 49 (4): 269–93. doi:10.3109/10409238.2014.895700. PMID 24611808.
45. ↑  Thomas ST, Sampson NS (2013). “Mycobacterium tuberculosis utilizes a unique heterotetrameric structure for dehydrogenation of the cholesterol side chain”. 《Biochemistry》 (영어) 52 (17): 2895–2904. doi:10.1021/bi4002979. PMC 3726044. PMID 23560677.
46. ↑  Wipperman MF, Yang M, Thomas ST, Sampson NS (2013). “Shrinking the FadE Proteome of Mycobacterium tuberculosis: Insights into Cholesterol Metabolism through Identification of an α2β2 Heterotetrameric Acyl Coenzyme A Dehydrogenase Family”. 《J. Bacteriol.》 (영어) 195 (19): 4331–4341. doi:10.1128/JB.00502-13. PMID 23836861.